# Pupelica
Pupelica es una localidad de Croacia situada en el municipio de Šandrovac, en el condado de Bjelovar-Bilogora. Según el censo de 2021, tiene una población de 118 habitantes.

## Geografía
Está situada a una altitud de 169 ms nm, a 110 km de la capital nacional, Zagreb.

## Demografía
| Gráfica de población de Pupelica 1857-2011                          |
|                                                                     |
| Según los censos de población de la Oficina de Estadísticas Croata. |